# Салто (Уругвай)
Вижте пояснителната страница за други значения на Салто.
Салто (на испански: Salto) е град с надморска височина 48 метра, административен център на департамента Салто, Уругвай. Населението на града е 99 072 души (2004).

## Известни личности
Родени
- Луис Суарес (р. 1987), уругвайски футболист
- Единсон Кавани (р. 1987), уругвайски футболист
- Педро Роча (1942-2013), уругвайски футболист, играл на 4 четири световни първенства